# Fort Minor
Fort Minor là một dự án phụ thể loại hip hop đến từ Mỹ của Mike Shinoda, ông được biết đến nhiều hơn với tư cách là tay guitar đệm, tay chơi nhạc cụ phím, nhà sản xuất và giọng ca chính của ban nhạc rock Mỹ Linkin Park. Album đơn ca đầu tay của Shinoda dưới danh nghĩa Fort Minor, là The Rising Tied, nó được phát hành vào ngày 22 tháng 11 năm 2005. Đĩa đơn thứ tư của album, " Where'd You Go ", đã đưa Fort Minor lên hàng ngũ ngôi sao, đạt hạng 4 trên Billboard Hot 100.

## Lịch sử

### Sự thành lập vàThe Rising Tied(2004–06)
Mike Shinoda tham gia Fort Minor với tư cách ca sĩ. Shinoda sử dụng cái tên Fort Minor cho những lần hợp tác của ông với Ryan Patrick Maginn (Ryu) và Takbir Bashir (Tak), bản thân họ đều xuất thân từ nhóm hip hop underground Styles of Beyond.
Shinoda bắt đầu thu âm các bài hát cho dự án phụ này sau khi phát hành Collision Course vào tháng 11 năm 2004. Fort Minor: We Major là một mixtape của Shinoda và DJ Green Lantern để quảng bá cho album phòng thu sắp tới của ông. The Rising Tied, album đầu tay của Fort Minor, được phát hành vào tháng 11 năm 2005. Robert Hales làm đạo diễn cho video đầu tiên album là " Petrified ", được phát hành 1 tháng sau bài hát. Jay-Z, người trước đây đã hợp tác với Linkin Park trong album Collision Course năm 2004, là giám dốc sản xuất của The Rising Tied. Shinoda nói với Corey Moss của MTV News rằng ông tự đặt ra yêu cầu cho bản thân là phải chơi tất cả các nhạc cụ và viết tất cả lời bài hát cho album ngoại trừ phần nhạc cụ dây, bộ gõ và dàn hợp xướng. " Where'd You Go ", là đĩa đơn thứ tư của album, đã đạt vị trí thứ 4 trên bảng xếp hạng Billboard Hot 100, trong khi đĩa đơn thứ hai, " Remember the Name ", đạt vị trí thứ 66. Một ca khúc khác, "Kenji" đã mô tả trải nghiệm của một gia đình người Mỹ gốc Nhật trong quá trình Trại giam người Mỹ gốc Nhật vào giai đoạn Thế chiến thứ hai.
Do thành công của "Where'd You Go" trong tuần lễ ngày 26 tháng 4 năm 2006, doanh thu của The Rising Tied đã tăng 45% và vị trí bảng xếp hạng của album tăng 89 bậc lên hạng 104 trên Billboard 200. "Where'd You Go" đã được trao giải Nhạc chuông của năm tại Lễ trao giải MTV Video Music năm 2006. Vào giữa tháng 8 năm 2006, Fort Minor biểu diễn tại Summer Sonic 2006 cùng với Linkin Park.
Ca khúc thứ ba trong album, "Right Now", được góp mặt trong trailer của The Family That Preys.
Bài hát " Remember the Name " đã được sử dụng trong các đoạn quảng cáo trên truyền hình cho bộ phim Gridiron Gang năm 2006, cũng như đoạn giới thiệu cho phiên bản làm lại của bộ phim The Karate Kid, một tập trong mùa thứ hai của chương trình truyền hình Numb3rs, và bộ phim The Smurfs 2.

### Gián đoạn vô thời hạn (2006–15)
Vào tháng 11 năm 2006, Fort Minor đã phát hành một video cho "Where'd You Go". Shinoda đã nói rằng ông cảm thấy video là một kết thúc tốt đẹp cho Fort Minor. Cũng trong tháng 11, Shinoda nói rằng Fort Minor hiện đang tạm ngừng hoạt động vì ông tập trung cho Linkin Park.
Năm 2006, Skylar Grey phát hành phiên bản độc quyền của "Where'd You Go" cho các đài phát thanh, do chính cô thực hiện. Mike không xuất hiện trên phiên bản này.
Trong Billboard One-hit Wonders of the 2000s (Danh sách những nghệ sĩ chỉ thanh công với 1 sản phẩm của thập niên 2000 do Billboard công bố), thì Fort Minor (cùng với Holly Brook và Jonah Matranga) đã được liệt kê ở vị trí 19, nhờ thành công của "Where'd You Go" (vì đây là đĩa đơn duy nhất của Fort Minor lọt vào top 25).  Trong một cuộc trò chuyện với LPU vào đầu năm 2012, Mike Shinoda cho biết có khả năng sẽ có một album Fort Minor mới sau album phòng thu thứ sáu của Linkin Park, nó được lên kế hoạch phát hành vào năm 2014. Vào tháng 10 năm 2013, Ryu từ Styles of Beyond nói rằng sứ mệnh của Fort Minor vẫn chưa kết thúc, để ngỏ khả năng một album phòng thu thứ hai.

### Đĩa đơn "Welcome" (2015) và lần thứ hai gián đoạn
Vào ngày 21 tháng 6 năm 2015, Shinoda phát hành một đĩa đơn mới ngoài album mang tên " Welcome ". Fort Minor cũng xuất hiện với tư cách khách mời âm nhạc trong chương trình trò chuyện đêm khuya Conan của đài TBS vào ngày 22 tháng 6 năm 2015. Sau đó không có thông báo mới nào được đưa ra và tương lai của Fort Minor không rõ ràng. Tuy nhiên, kể từ khi Chester Bennington tự tử vào ngày 20 tháng 7 năm 2017, Shinoda đã biểu diễn solo các ca khúc của Fort Minor.

### Tình trạng của Fort Minor (2020)
Vào tháng 9 năm 2020, Shinoda đề cập đến tình trạng của Fort Minor trên Podcast The Green Room with Neil Griffith Lưu trữ ngày 17 tháng 9 năm 2020 tại Wayback Machine, nói rằng "Tôi đối với Fort Minor cũng giống như Trent Reznor đối với Nine Inch Nails. Kiểu như, Nine Inch Nails là công sức của cả nhóm, nhưng nếu Trent không làm gì cả, thì nó không hoạt dộng. "
Ông nói thêm rằng "không có câu trả lời" về những tương lai cho Fort Minor. "Với Fort Minor, tôi đã đưa những người khác nhau vào tạo ra nhửng thứ khác nhau và có một số kết quả tuyệt vời. Tôi vẫn tin rằng một trong những khổ hát hay nhất mọi thời đại của Black Thought đang  ở trong bài Right Now của Fort Minor và chỉ ngẫu nhiên khi nó nằm trong đĩa nhạc của tôi. Đó sẽ là một trong những khổ hát yêu thích nhất của tôi mà anh ấy đã từng thực hiện cho dù nó có nằm trên đĩa nhạc của tôi hay không."

## Danh sách đĩa nhạc

### Album phòng thu
| Năm  | Tựa đề                                                                                   | Vị trí xếp hạng cao nhất | Vị trí xếp hạng cao nhất | Vị trí xếp hạng cao nhất | Vị trí xếp hạng cao nhất | Vị trí xếp hạng cao nhất | Vị trí xếp hạng cao nhất | Vị trí xếp hạng cao nhất | Vị trí xếp hạng cao nhất | Chứng nhận       |
| Năm  | Tựa đề                                                                                   | US                       | AUT                      | FRA                      | GER                      | NLD                      | NZ                       | SWI                      | UK                       | Chứng nhận       |
| ---- | ---------------------------------------------------------------------------------------- | ------------------------ | ------------------------ | ------------------------ | ------------------------ | ------------------------ | ------------------------ | ------------------------ | ------------------------ | ---------------- |
| 2005 | The Rising Tied - Phát hành: 22 tháng 11 năm 2005 - Hãng đĩa: Machine Shop, Warner Bros. | 51                       | 37                       | 151                      | 25                       | 79                       | 22                       | 42                       | 142                      | - RIAA: Platinum |

### Mixtape
- 2005: Fort Minor Sampler Mixtape
- 2005: Fort Minor: We Major

### EP
- 2006: Sessions@AOL
- 2006: Fort Minor Militia EP

### Album nhạc cụ
- 2005: Instrumental Album: The Rising Tied

### Đĩa đơn
| Tựa đề | Năm  | Vị trí xếp hạng cao nhất | Vị trí xếp hạng cao nhất | Vị trí xếp hạng cao nhất | Vị trí xếp hạng cao nhất | Vị trí xếp hạng cao nhất | Vị trí xếp hạng cao nhất | Vị trí xếp hạng cao nhất | Vị trí xếp hạng cao nhất | Vị trí xếp hạng cao nhất | Vị trí xếp hạng cao nhất | Chứng nhận                        | Album                |
| Tựa đề | Năm  | US                       | AUS                      | AUT                      | FIN                      | FRA                      | GER                      | NLD                      | NZ                       | SWI                      | UK                       | Chứng nhận                        | Album                |
| --- | ---- | ------------------------ | ------------------------ | ------------------------ | ------------------------ | ------------------------ | ------------------------ | ------------------------ | ------------------------ | ------------------------ | ------------------------ | --------------------------------- | -------------------- |
| "Petrified" | 2005 | —                        | —                        | —                        | —                        | —                        | —                        | —                        | —                        | —                        | —                        |                                   | The Rising Tied      |
| "Remember the Name" (góp mặt Styles of Beyond) | 2005 | 66                       | —                        | —                        | —                        | —                        | —                        | —                        | —                        | —                        | —                        | - RIAA: 4× Platinum - BPI: Silver | The Rising Tied      |
| "Believe Me" (góp mặt Eric Bobo & Styles of Beyond) | 2005 | —                        | 43                       | 47                       | 5                        | —                        | 29                       | 58                       | —                        | —                        | 92                       |                                   | The Rising Tied      |
| "Where'd You Go" (góp mặt Holly Brook & Jonah Matranga) | 2006 | 4                        | 41                       | 29                       | 8                        | 24                       | 18                       | 15                       | 14                       | 62                       | —                        | - RIAA: Platinum                  | The Rising Tied      |
| "S.C.O.M. / Dolla / Get It / Spraypaint & Ink Pens" (CD quảng bá) ("S.C.O.M." trình diễn bởi Ryu góp mặt Juelz Santana & Celph Titled / "Dolla" trình diễn bởi Fort Minor góp mmặt Styles of Beyond / "Get It" trình diễn bởi Styles of Beyond / "Spraypaint & Inkpens" trình diễn bởi Ghostface Killah góp mặt Mike Shinoda và Lupe Fiasco) | 2006 | —                        | —                        | —                        | —                        | —                        | —                        | —                        | —                        | —                        | —                        |                                   | Fort Minor: We Major |
| "Welcome" | 2015 | —                        | —                        | —                        | —                        | —                        | —                        | —                        | —                        | —                        | —                        |                                   | Đĩa đơn ngoài album  |
| "—" hiển thị một đĩa nhạc không được xếp hạng hoặc không được phát hành trong vùng lãnh thổ tương ứng. |      |                          |                          |                          |                          |                          |                          |                          |                          |                          |                          |                                   |                      |

### Các bản nhạc độc quyền trong đĩa Fort Minor Militia
Militia là đĩa EP phòng thu đầu tiên cho hội người hâm mộ chính thức của Fort Minor, họ được gọi là "Fort Minor Militia". Thành viên được nhận các bản nhạc độc quyền kỹ thuật số tải xuống chưa bao giờ được phát hành chính thức, ngoại trừ "Kenji (Phiên bản phỏng vấn)" và "Believe Me (Club Remix)", sau đó chúng được phát hành trên các trang web chính thức của Linkin Park và Styles of Beyond. Những bản nhạc này đôi khi được gọi là Fort Minor Militia .
| Ngày              | Tựa đề                                                                         |
| ----------------- | ------------------------------------------------------------------------------ |
| Tháng 11 năm 2005 | "Do What We Did" (Demo) (góp mặt Styles of Beyond)                             |
| Tháng 12 năm 2005 | "Kenji" (Phiên bản Phỏng vấn)                                                  |
| Tháng 1 năm 2006  | "Tools of the Trade" (Demo) (góp mặt Styles of Beyond & Celph Titled)          |
| Tháng 2 năm 2006  | "Where'd You Joe?" ("Where'd You Go" Remix bởi Mr. Hahn) (góp mặt Holly Brook) |
| Tháng 4 năm 2006  | "Believe Me" (Club Remix) (góp mặt Eric Bobo & Styles of Beyond)               |
| Tháng 5 năm 2006  | "Start It All Up" (Demo)                                                       |
| Tháng 6 năm 2006  | "Move On" (Demo) (góp mặt Mr. Hahn)                                            |

### Video âm nhạc
| Ngày                 | Tựa đề              | Đạo diễn        |
| -------------------- | ------------------- | --------------- |
| 12 tháng 1 năm 2005  | "Petrified"         | Robert Hales    |
| 26 tháng 2 năm 2005  | "Remember the Name" | Kimo Proudfoot  |
| 12 tháng 12 năm 2005 | "Believe Me"        | Laurent Briet   |
| 29 tháng 5 năm 2006  | "Where'd You Go"    | Philip Andelman |
| 22 tháng 6 năm 2015  | "Welcome"           | Jeff Nicholas   |

## Giải thưởng và đề cử
MTV Video Music Awards
| Năm  | Giải thưởng         | Đề cử                                  | Kết quả   |
| ---- | ------------------- | -------------------------------------- | --------- |
| 2006 | Nhạc chuông của năm | "Where'd You Go" (góp mặt Holly Brook) | Đoạt giải |